# Nephtheidae
Nephtheidae is een familie van zachte koralen uit de orde Alcyonacea.

## Geslachten
- Capnella Gray, 1869
- Chondronephthya Utinomi, 1960
- Chromonephthea van Ofwegen, 2005
- Coronephthya Utinomi, 1966
- Dendronephthya Kuekenthal, 1905
- Drifa Danielssen, 1886
- Duva Koren & Danielssen, 1883
- Eunephthya Verrill, 1869
- Gersemia Marenzeller, 1877
- Lemnalia Gray, 1868
- Leptophyton van Ofwegen & Schleyer, 1997
- Litophyton Forskål, 1775
- Neospongodes Kükenthal, 1903
- Nephthea Audouin, 1826
- Pacifiphyton Williams, 1997
- Paralemnalia Kükenthal, 1913
- Pseudodrifa Utinomi, 1961
- Scleronephthya Studer, 1887
- Stereonephthya Kükenthal, 1905
- Umbellulifera Thomson & Dean, 1931

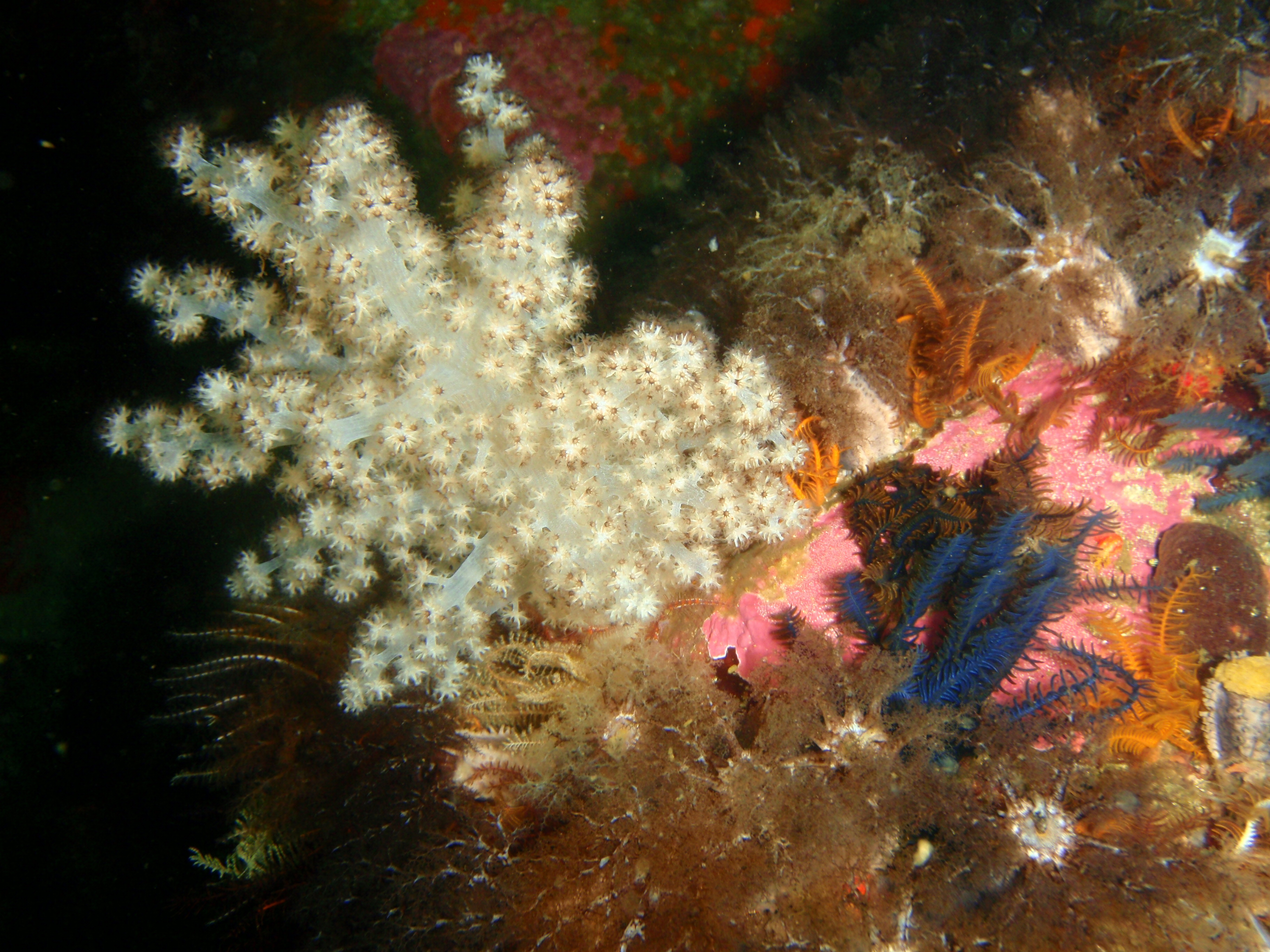
Capnella thyrsoidea.
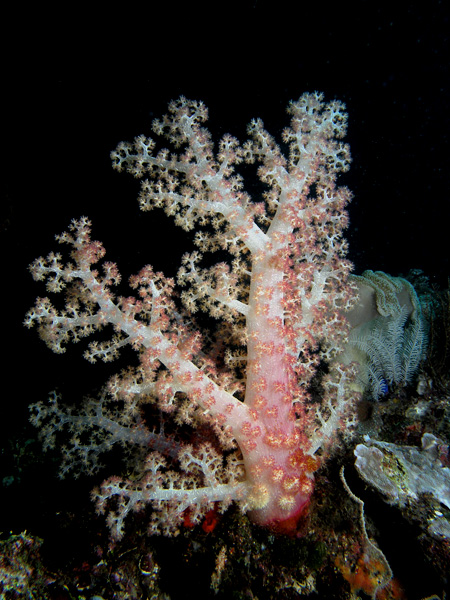
Dendronephthya klunzingeri.
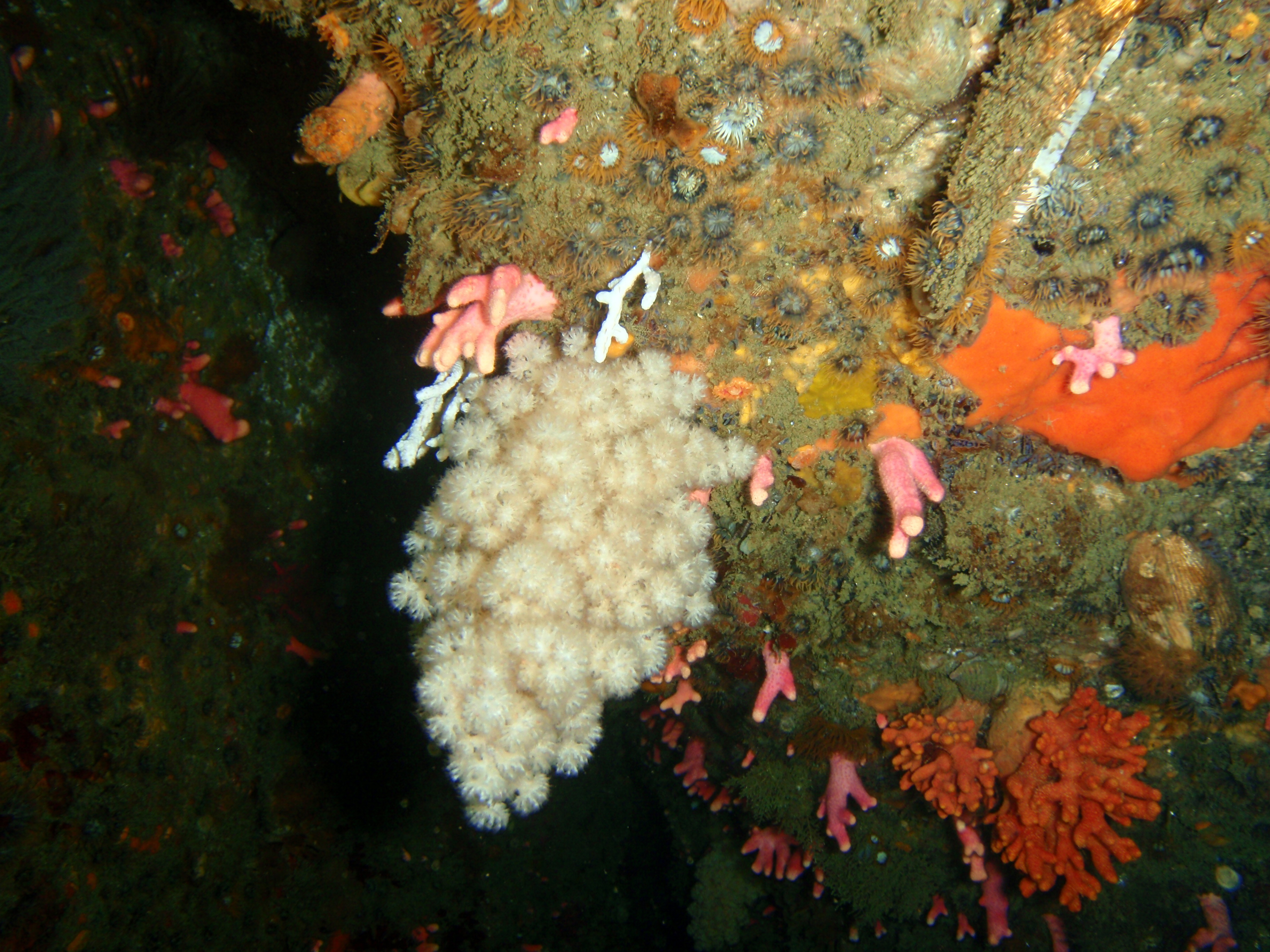
Eunephthya thyrsoidea.
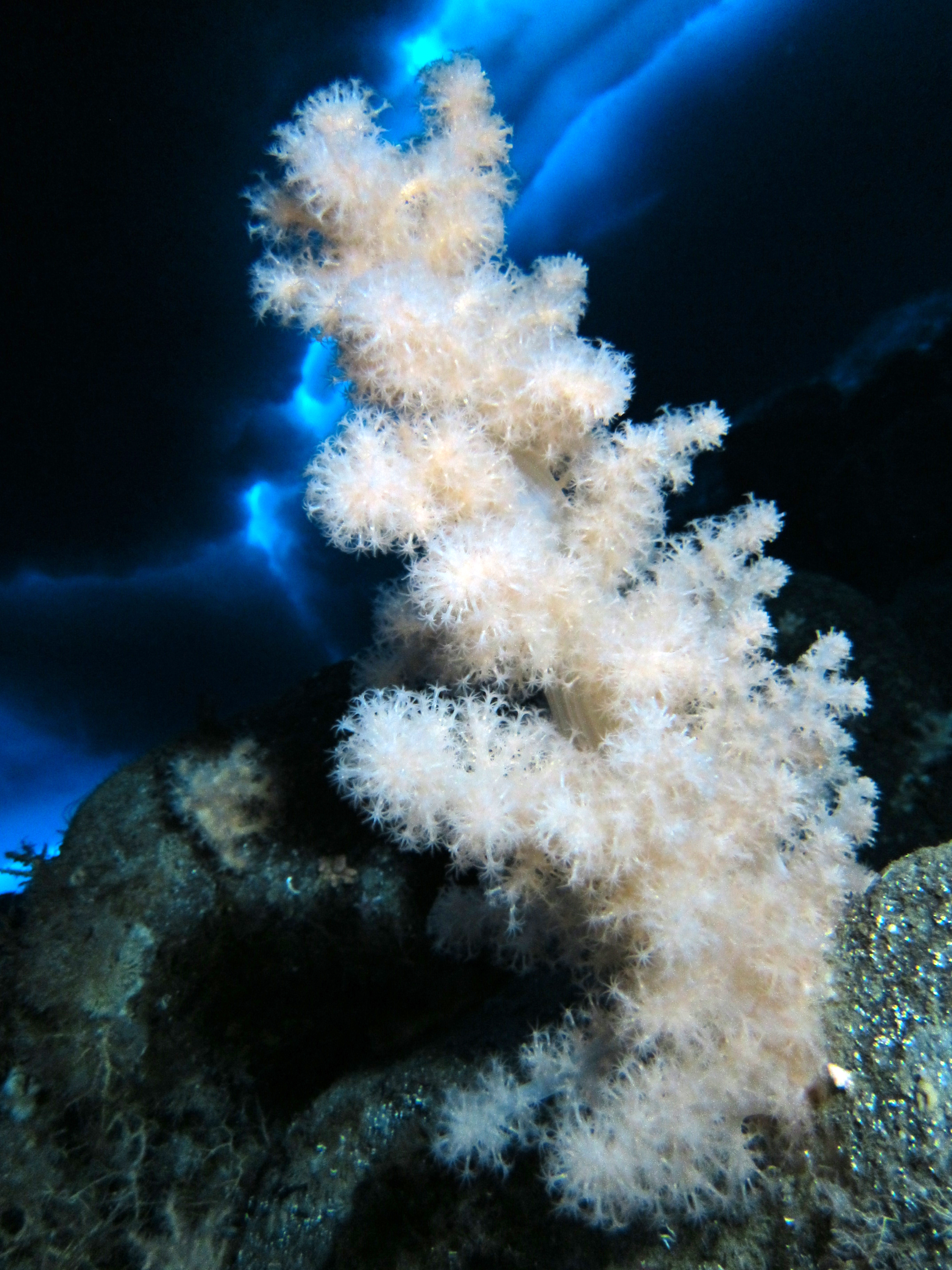
Gersemia antarctica.
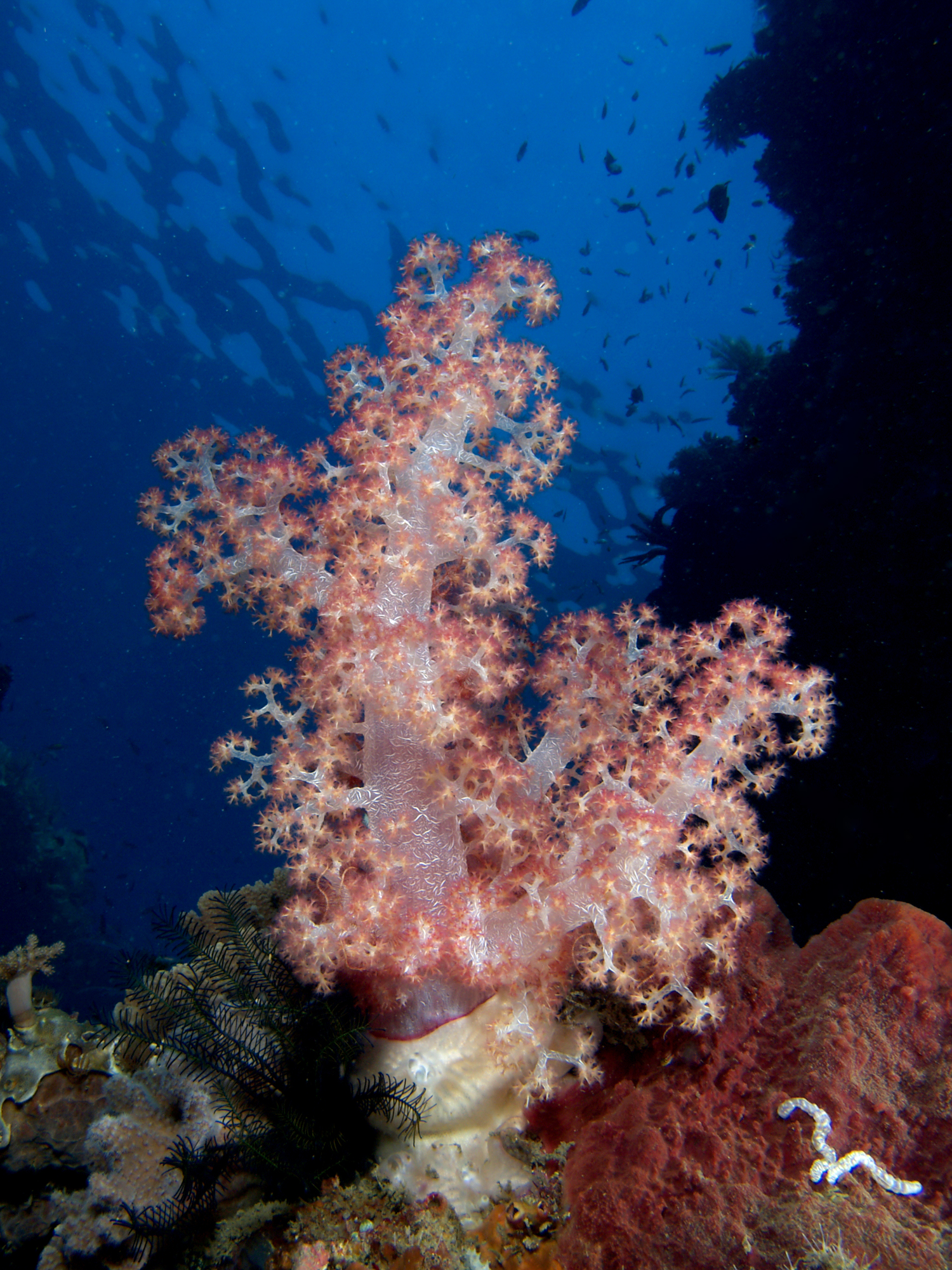
Nephthea sp.
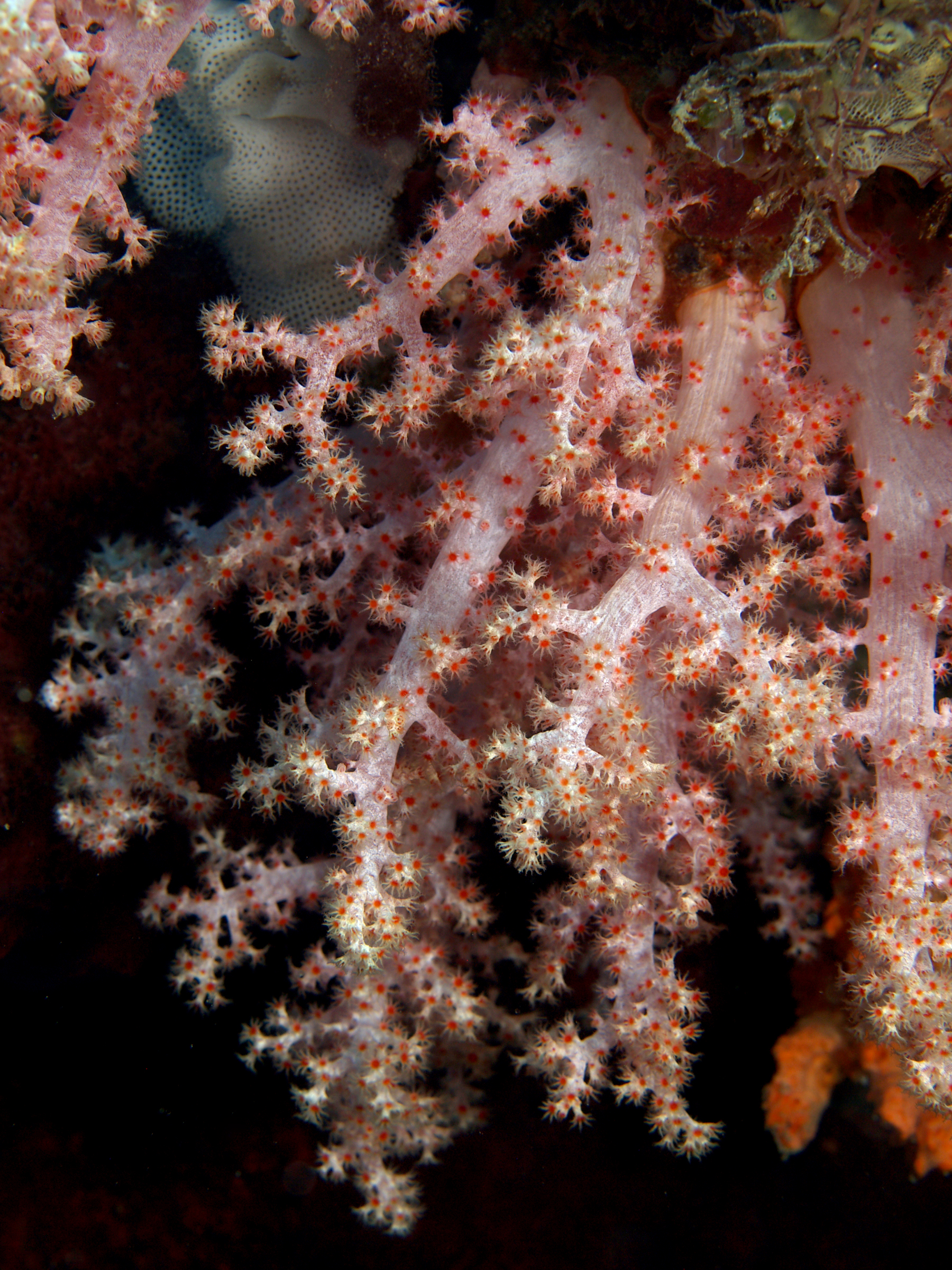
Scleronephthya sp.